# 2a Divisió Blindada (Estats Units)

Bandera de la unitat

La 2a divisió blindada (anglès: 2nd Armored Division) ("Hell on Wheels") va ser una divisió blindada de l'exèrcit dels Estats Units. La divisió va tenir un paper important durant la Segona Guerra Mundial en les invasions d'Alemanya, el nord d'Àfrica i Sicília i en l'alliberament de França, Bèlgica i els Països Baixos. Durant la Guerra Freda, la divisió va tenir la seu principalment a Fort Hood, Texas, i tenia una brigada reforçada estacionada a Garlstedt, Alemanya Occidental. Després de la seva participació a la Guerra del Golf Pèrsic, la divisió va ser inactivada el 1995.

## Segona Guerra Mundial
La 2a Divisió Blindada va ser formada a Fort Benning (ara Fort Moore), Geòrgia el 15 de juliol de 1940, reorganitzant i redesignant la Brigada de Tancs Provisional (el 66è Regiment d'Infanteria (tancs lleugers), el 67è Regiment d'infanteria (tancs mitjans) i el 68è Regiment d'Infanteria (tancs lleugers)). Va ser originalment comandat pel major general Charles L. Scott, amb el coronel George S. Patton Jr. a càrrec de l'entrenament. Scott va ser ascendit al comandament del I Cos Blindat el novembre d'aquell any, fet que va situar Patton, ara general de brigada, al comandament de la divisió. La divisió, que el febrer de 1942 va passar al comandament del major general Willis D. Crittenberger, va servir amb el Primer, el Setè i el Novè exèrcit durant la guerra.

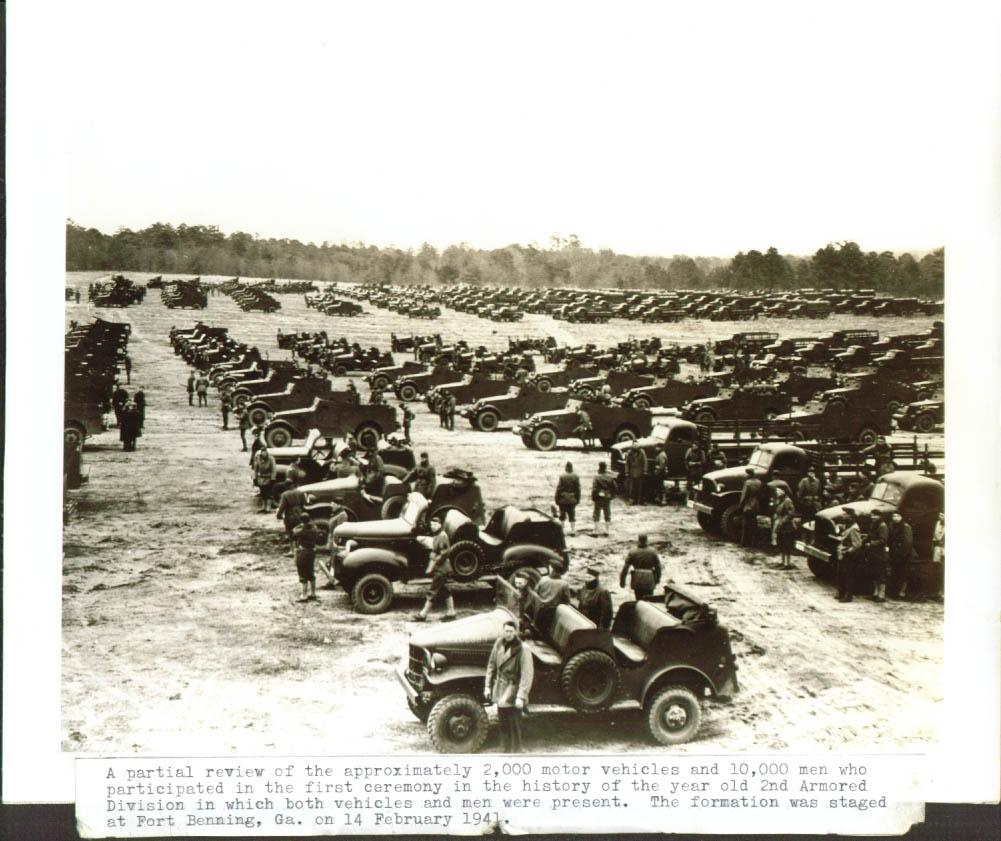
Primera cerimònia de 2n Armored que combina 10.000 homes i 2.000 vehicles; 14 de febrer de 1941.

La 2a Blindada es va organitzar com una divisió blindada "pesada", el que significa que contenia dos regiments blindats; cada regiment tenia dos batallons de tancs mitjans i un batalló de tancs lleugers, amb cada batalló format per tres companyies (18 companyies de tancs en total). Juntament amb la 3a Divisió Blindada, va mantenir la seva organització durant la Segona Guerra Mundial: les altres 14 divisions blindades dels Estats Units es van reorganitzar com a divisions blindades "lleugeres", amb tres batallons de tancs, cadascun format per tres companyies de tancs mitjans i una companyia de tancs lleugers (12 companyies de tancs total). Tots dos tipus tenien un component d'infanteria de tres batallons mecanitzats, encara que les divisions pesades mantenien una organització de "regiment d'infanteria blindada".
Les unitats bàsiques de la divisió eren el 41è Regiment Blindat d'Infanteria, el 67è Regiment Blindat, el 17è Batalló Blindat d'Enginyers, el 82è Batalló Blindat de Reconeixement i la 142a Companyia Blindada de Transmissions. El 82è batalló de reconeixement blindat era conegut com "els ulls i les orelles" de la 2a divisió blindada.
La 2a Divisió Blindada tenia tres batallons d'artilleria: (el 14è, el 78è i el 92è). La divisió també comptava amb unitats de suport, incloent el 2n Batalló de Manteniment d'Artilleries, el 2n Batalló de Subministraments, el 48è Batalló Blindat Mèdic, una banda i una secció de policia militar. La policia militar i la banda tenien l'encàrrec de defensar el quarter general de les operacions de la base sota la bandera de la 502a Companyia General Ajudant (502d AG).

### Front obert al nord d'Àfrica

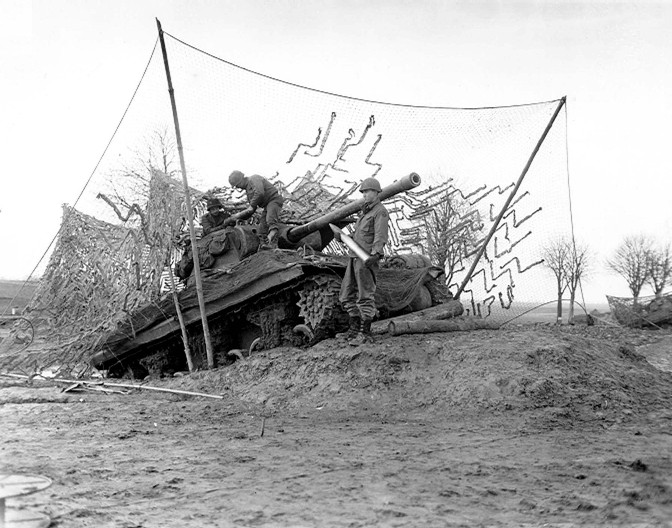
Companyia C, 702n Batalló de Destructors de Tancs, 2a Divisió Blindada, el destructor de tancs a la rampa excavada té molta elevació per llançar obusos a objectius enemics de llarg abast a través del riu Roer. Lr: Sgt. Earl F. Schelz, Pvt. George E. Van Horne i PFC. Samuel R. Marcum. 16 de desembre de 1944.

Entre els primers militars nord-americans a participar en operacions ofensives de combat terrestre al teatre europeu i mediterrani durant la Segona Guerra Mundial hi havia elements de la divisió. La 2a divisió blindada, ara comandada pel major general Ernest N. Harmon, va servir al nord d'Àfrica juntament amb la 1a blindada. Formaven part de l'Oest Task Force de l'operació Torxa, que va desembarcar a Casablanca al Marroc francès el 8 de novembre de 1942. La resta del component nord-americà de Torxa eren les divisions d'infanteria 1a, 3a, 9a i 34a. No obstant això, la 2a Divisió Blindada no va veure gaire acció al nord d'Àfrica i, en canvi, es va quedar al nord d'Àfrica francès amb tasques de guarnició i entrenament. L'abril de 1943, el major general Harmon va cedir el comandament de la divisió al major general Hugh Joseph Gaffey. L'entrenament en operacions amfíbies va començar en preparació per a un desembarcament amfibi a Sicília.

### Operació Husky

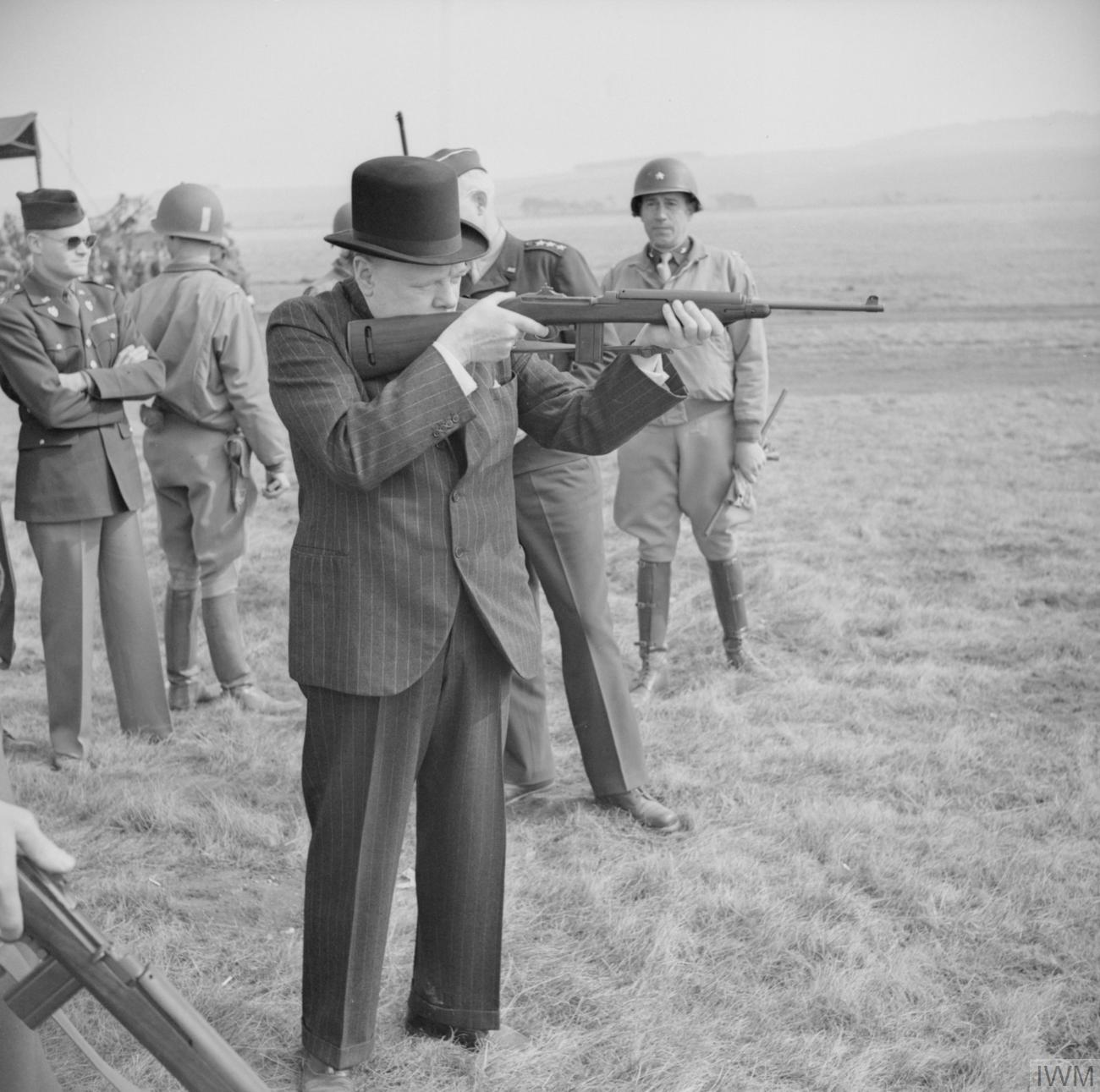
El primer ministre britànic Winston Churchill dispara una carabina .30 nord-americana durant una visita a la 2a divisió blindada dels Estats Units a la plana de Salisbury, el 23 de març de 1944.

Com a força de reserva de l'Oest Task Force de l'Operació Husky, nom en clau per a la invasió aliada de Sicília, la divisió va desembarcar el 10 de juliol de 1943, en suport de la 1a Divisió d'Infanteria en la batalla de Gela. Després, la divisió va entrar en acció al segon desembarcament a Licata el 21 de juliol després del desembarcament més conegut de la 3a Divisió d'Infanteria el 10 de juliol. La 2a Blindada, operant estretament amb els paracaigudistes de la 82a Divisió Aerotransportada, va lluitar fins a la capital siciliana de Palerm. Durant el camí, la divisió va capturar milers de presoners de guerra italians. Els combats a Sicília van acabar el 17 d'agost, patint baixes relativament lleugeres en la breu campanya, on havia guanyat la seva primera Medalla d'Honor de la Segona Guerra Mundial, atorgada al sergent Gerry H. Kisters. Durant la campanya, la divisió va passar sota el comandament del Setè Exèrcit dels Estats Units, sota el tinent general George S. Patton, que havia estat un antic comandant de la divisió.
Poc després la 2a Divisió Blindada va ser enviada a Anglaterra, en preparació per a la invasió aliada de Normandia, i hi va romandre fins al juny de 1944. A l'abril la divisió va rebre un nou comandant, el major general Edward H. Brooks, un veterà condecorat de la Primera Guerra Mundial, en substitució del major general Gaffey.

### Invasió de Normandia

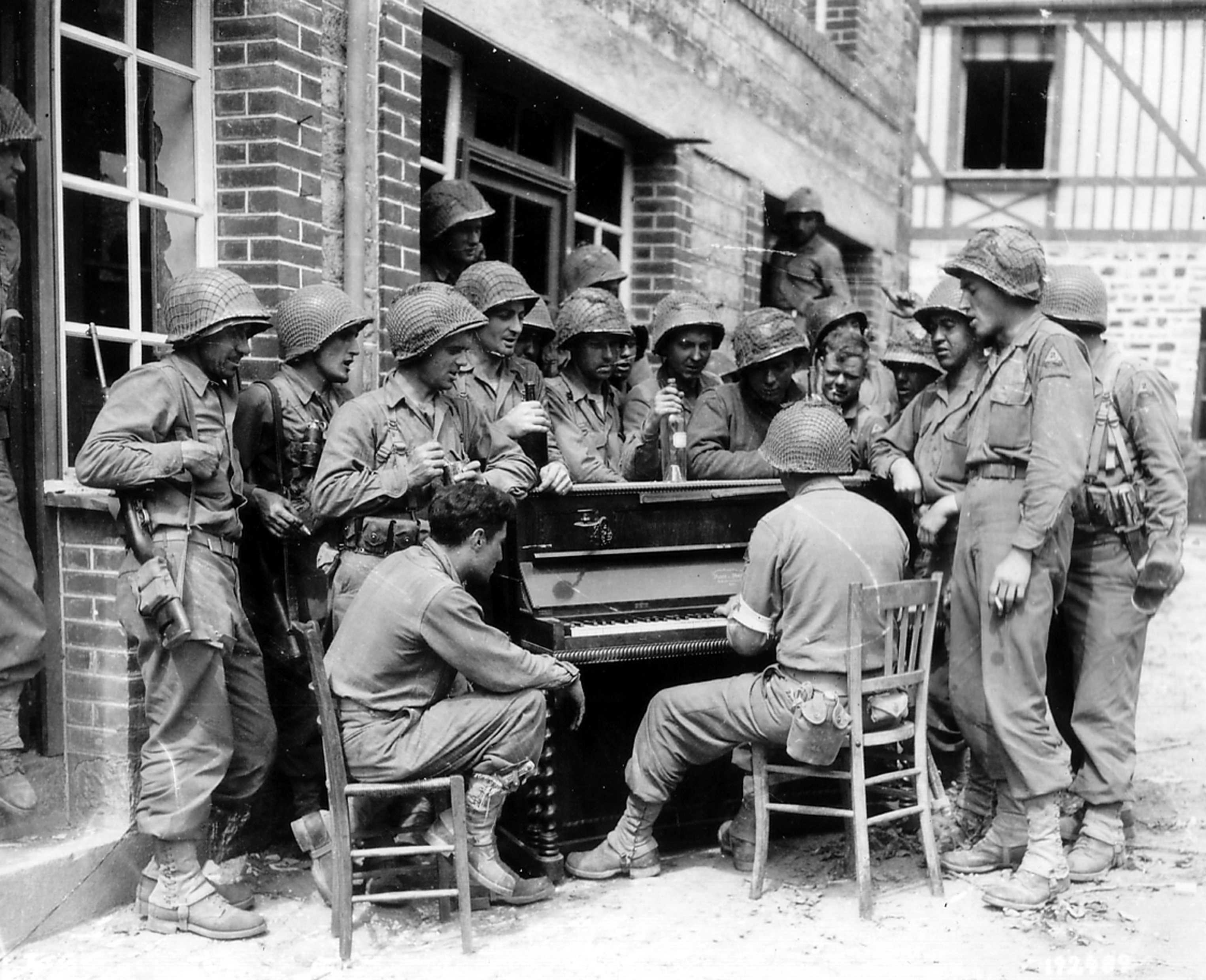
Soldats de la divisió a Barenton, Normandia.

La 2a Divisió Blindada va desembarcar a Omaha Beach a Normandia el 9 de juny de 1944, tres dies després dels desembarcaments inicials de Normandia, i va operar a la península de Cotentin, formant més tard el flanc dret de l'assalt de l'Operació Cobra. La divisió va encerclar la 2a Divisió SS Panzer Das Reich i la 17a Divisió SS Panzergrenadier Götz von Berlichingen al voltant de Roncey, i va destruir la major part del seu equipament blindat. A La Chapelle, una columna de la 2a SS Panzer va ser atacada a boca de canó per l'artilleria de la 2a Divisió Blindada. Durant dues hores, l'artilleria nord-americana va disparar més de 700 projectils a la columna. Els alemanys van patir 50 morts, 60 ferits i 197 presoners; les pèrdues materials van incloure més de 260 vehicles de combat destruïts. Més enllà de la ciutat, la 2a Blindada es va enfrontar a una altra columna, matant 1.150 soldats alemanys i destruint 96 vehicles i camions de combat blindats addicionals. La 2a Divisió Blindada va destruir 64 tancs alemanys i 538 altres vehicles de combat alemanys durant l'operació Cobra, mentre perdia 49 tancs. La 2a Divisió Blindada va infligir més de 7.370 baixes als alemanys, mentre que va patir 914 baixes pròpies. Aquesta és aproximadament una desigualtat de vuit vegades. La 2a Blindada va fer front a l'operació Lüttich, el contraatac alemany a Avranches, i després va avançar per França amb la resta del Primer Exèrcit, arribant al Canal Albert a Bèlgica el 8 de setembre. El 18 de setembre va travessar la frontera alemanya prop de Sittard i va prendre posicions defensives prop de Geilenkirchen. El 3 d'octubre, la divisió, ara comandada de nou pel major general Harmon, va llançar un atac a la línia Sígfrid des de Marienberg, va trencar, va creuar el riu Wurm, es va apoderar de la ciutat de Puffendorf el 16 de novembre i de Barmen el 28 de novembre.

### Honors
Els membres de la divisió van rebre 9.369 premis individuals, incloses dues Medalles d'Honor, vint-i-tres creus del servei distingit i 2.302 Estrelles de plata, així com gairebé 6.000 Cors porpra; entre els que van rebre l'Estrella de Plata hi havia Edward H. Brooks, Hugh Armagio, Stan Aniol, el sergent d'estat major John J. Henry, William L. Giblin, Neil J. Garrison, Morton Eustis, fill de William Corcoran Eustis i el sergent Kenneè J. White. La divisió va ser citada dues vegades pel govern belga i els soldats de la divisió durant els següents 50 anys van portar la fourragere de la Creu de Guerra belga.

### Composició
La divisió estava formada per les unitats següents:
- Companyia de Quarter General
- Companyia de Serveis
- Comandament de combat A
- Comandament de combat B
- Comandament de combat de Reserva
- 66è Regiment Blindat
- 67è Regiment Blindat
- 41è Regiment Blindat d'Infanteria
- 82è Batalló Blindat de Reconeixement
- 17è Batalló Blindat d'Enginyers
- 142è Companyia Blindada de Transmissions
- Artilleria 2a Divisió Blindada
  - 14è Batalló Blindat d'Artilleria de Camp
  - 78è Batalló Blindat d'Artilleria de Camp
  - 92è Batalló Blindat d'Artilleria de Camp
- Trens de la 2a Divisió Blindada
  - 2n Batalló de Manteniment d'Artilleria
  - Batalló de subministraments
  - 48è Batalló Blindat Mèdic
  - Secció de la Policia Militar
  - 502a Companyia d'Intel·ligència Militar

## Servei durant la Guerra Freda i Vietnam
Després d'un breu període de servei d'ocupació, la divisió va tornar a Fort Hood, Texas, el 1946 per reentrenar i reconstruir-se. La 2a Divisió Blindada va tornar a Alemanya Occidental per servir com a part del Setè Exèrcit, VII Cos de 1951 a 1957. A finals de 1957, va tornar als Estats Units com a part de l'Operació Giroscopi, sent substituïda a Alemanya per la 4a Divisió Blindada. Un cop tornat als Estats Units, va tornar al III Cos, Fort Hood.
Mentre estava estacionada a Alemanya el 1952 amb el 7è Exèrcit, la 2a Divisió Blindada es va basar a Stuttgart-Vaihingen sota el comandament del general Williston Palmer. Durant aquest temps, Palmer va demanar l'ajuda del jove caporal Samuel Adler de les seves files per organitzar l'Orquestra Simfònica del Setè Exèrcit. Durant la dècada següent, l'orquestra va romandre basada amb la 2a Divisió Blindada i el Setè Exèrcit mentre donava suport a les iniciatives de diplomàcia cultural dels Estats Units a tot Europa durant el cim de la Guerra Freda.
La Infanteria 1/50; 2/1 de cavalleria; 1/40 Artilleria de Camp; i 1/92 d'artilleria de camp va lluitar a la guerra de Vietnam, però no la divisió en conjunt. La divisió incloïa el "Fort Hood Three", un grup de tres soldats que es van negar a enviar-los quan se'ls va ordenar desplegar-se a Vietnam el 1966.
La majoria de la divisió passaria gran part dels propers 35 anys amb base a Fort Hood, i la divisió va romandre en servei actiu durant la Guerra Freda. La seva missió principal era preparar-se per dur a terme un combat blindat pesat contra les forces del Pacte de Varsòvia en defensa de l'OTAN. La divisió va formar un component clau del pla de l'exèrcit nord-americà de traslladar "deu divisions en deu dies" a Europa en cas d'una amenaça soviètica a l'OTAN. La divisió va practicar aquesta tasca nombroses vegades durant l'exercici Referger de 1967 a 1988. Per construir i mantenir habilitats de combat, les brigades de maniobra de la divisió es van desplegar gairebé anualment al Centre Nacional d'Ensenyament per enfrontar-se a una força oposada que modelava armes i tàctiques militars soviètiques.
No obstant això, amb el final de la Guerra Freda, l'exèrcit nord-americà va començar a reduir la mida. La 2a Divisió Blindada estava programada per a la inactivació a la primavera de 1990.

## 2a Divisió Blindada (Endavant)

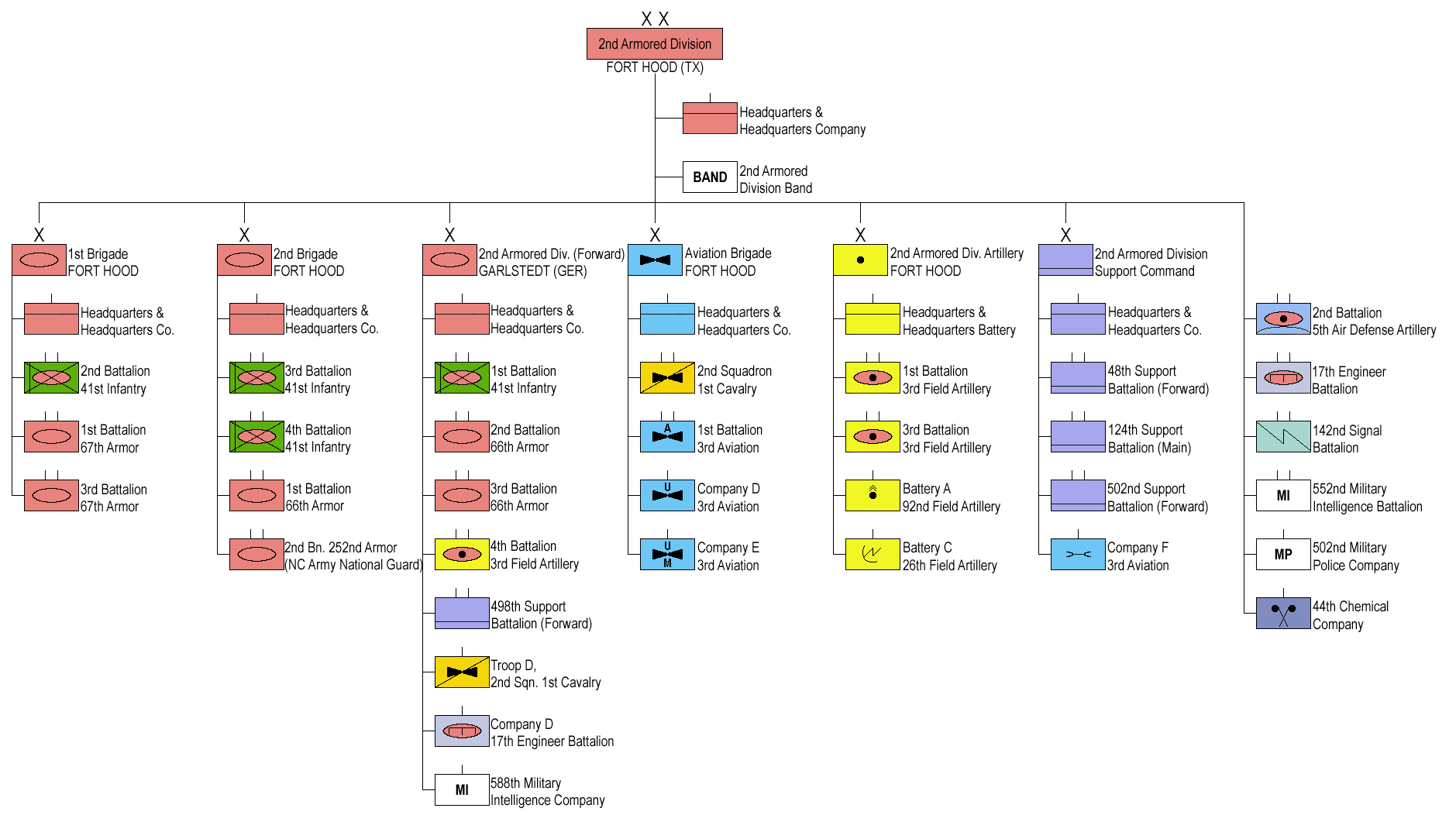
Estructura de la 2a Divisió Blindada 1989

El 1975, la tercera brigada de la 2a Divisió Blindada es va desplegar a Alemanya Occidental i va ser assignat al Grup d'Exèrcits del Nord de l'OTAN (NORTHAG). La brigada va rebre unitats addicionals de suport d'aviació, enginyer, intel·ligència militar, mèdic i logístic i, a més, va ser designada com a 2a Divisió Blindada (Endavant). En cas de conflicte amb el Pacte de Varsòvia, la brigada havia d'assegurar els aeròdroms i les zones d'escena per al desplegament del III Cos des dels Estats Units, o bé desplegar-se a la frontera interior alemanya i establir una posició de bloqueig com a part d'una força de combat de l'OTAN.
Des del 1975 fins al 1978, el quarter general de la brigada es va situar a Grafenwöhr, juntament amb els batallons d'artilleria i blindatge rotatius i les unitats d'enginyers i cavalleria de suport. Dos batallons d'infanteria rotatius estaven basats a Hohenfels i Vilseck. Les rotacions de sis mesos van continuar fins al 1978, immediatament abans del trasllat a instal·lacions permanents al nord d'Alemanya.

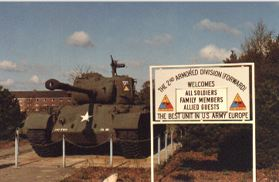
Lucius D. Clay Kaserne va ser la llar de la 2a divisió blindada de l'exèrcit nord-americà (Endavant) des del 1978 fins al 1993. El Kaserne es trobava a 24 quilòmetres al nord de la ciutat de Bremen.

La 2a Divisió Blindada (Endavant) es va basar en una nova instal·lació militar prop del poble de Garlstedt, al nord de la ciutat de Bremen. La construcció de les instal·lacions va costar prop de 140 milions de dòlars, la meitat dels quals van ser pagats per la República Federal d'Alemanya. La brigada comptava amb uns 3.500 soldats i uns altres 2.500 familiars i empleats civils. El govern alemany va construir habitatges familiars a la propera ciutat d'Osterholz-Scharmbeck. A més de les casernes de tropes, piscines de motor, un camp de tir interior, instal·lacions de reparació i logística i una àrea d'entrenament local, les instal·lacions de Garlstedt incloïen una clínica mèdica de tropes, un intercanvi de correus, una biblioteca, una sala de cinema i un club combinat oficials/tropa. Els soldats i familiars de la divisió rebien emissions de ràdio i televisió de The American Forces Network (AFN) - Europa a través de l' estació afiliada d'AFN Bremerhaven situada a la propera ciutat portuària de Bremerhaven. L'abril de 1986 es va obrir un restaurant Burger King a la kaserne.
La brigada va ser designada oficialment com a 2a Divisió Blindada (Endavant) durant les cerimònies a Grafenwöhr, RFA el 25 de juliol de 1978. Les instal·lacions de Garlstedt van ser lliurades oficialment als Estats Units pel govern alemany a l'octubre. En aquella època el Garlstedt kaserne (camp) va rebre el nom del general Lucius D. Clay, venerat pel poble alemany pel seu paper de comandant militar nord-americà després de la Segona Guerra Mundial. El seu fill, un major general retirat de l'exèrcit nord-americà, va assistir a la cerimònia.

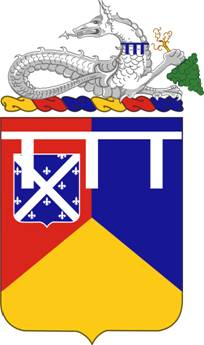
Escut d'armes del regiment 66è Blindat. El 2n i 3r batallons del regiment van proporcionar el punxó de blindatge pesat de la 2a Divisió Blindada (Endavant).

El general de brigada a càrrec de la 2a Divisió Blindada (Endavant) tenia un comandament únic. A més del comandament de la brigada pesada, també va funcionar com a comandant del III Cos (Endavant), amb seu a Maastricht, i com a comandant de totes les forces de l'exèrcit nord-americà al nord d'Alemanya, incloses les comunitats militars de Garlstedt i Bremerhaven. En el cas del desplegament del III Cos i/o de la 2a Divisió Blindada dels Estats Units, el comandant de la divisió tornaria a la seva feina com a assistent del comandant de la divisió per a les operacions de la 2a Divisió Blindada. Aquesta contingència es va practicar durant els exercicis REFORGER el 1980 i el 1987. Els generals de brigada que ocupaven el càrrec incloïen James E. Armstrong, George R. Stotser, Thomas H. Tait, William F. Streeter, John C. Heldstab i Jerry R. Rutherford.
Les unitats de combat subordinades de la brigada estaven formades inicialment pel 3r Batalló, 41è Infanteria; 2d Batalló, 50è Infanteria; 2d Batalló, 66è Blindats (Cavallers de Ferro); 1r Batalló, 14è Artilleria de Camp, i Tropa C, 2n Esquadró, 1r Cavalleria. L'octubre de 1983, com a part del programa d'alineació regimental de l'exèrcit, 2–50 d'infanteria va ser remarcat com a 4–41 d'infanteria i 1–14 d'artilleria de camp com a 4-3 d'artilleria de camp. Altres unitats subordinades de la brigada van incloure finalment el 498è Batalló de Suport, la Companyia D, el 17è Batalló d'Enginyers i la 588è Companyia d'Intel·ligència Militar. La brigada també disposava d'una secció de policia militar i d'un destacament d'aviació. El 1986, sota el pla de retenció i dotació de la unitat COHORT de l'exèrcit, el 3-41 d'infanteria va tornar a Fort Hood i va ser substituït per l'1-41 d'infanteria. El 1987, el 4-41è d'infanteria va tornar a Fort Hood, Texas i va ser reemplaçat pel 3-66è Blindat (Burt's Knights, anomenat així pel capità James M. Burt que va rebre la Medalla d'Honor com a comandant de la companyia al 66è Regiment Blindat del 1987) en la batalla d'Aquisgrà durant la Segona Guerra Mundial). Ara, una brigada amb blindatge pesat, la 2a Divisió Blindada (Endavant) va desplegar 116 tancs M-1A1 Abrams i gairebé 70 vehicles de lluita M2/3 Bradley.
La brigada es va desplegar inicialment a Alemanya amb el tanc M60A1 Patton i el vehicle blindat de transport de personal M113. La 4a-3a Artilleria de Camp tenia l' obús autopropulsat M109 de 155 mm. El 1984, el 2-66è AR va passar al tanc de batalla principal M1/IPM1/M1A1 Abrams. El 1985, el 3–41è IN i el 4–41è IN van passar al vehicle de combat M2 Bradley; també, la cavalleria C/2-1 va ser substituïda per una tropa de cavalleria aèria, la cavalleria D/2-1, armada amb helicòpters d'atac AH-1 Cobras.

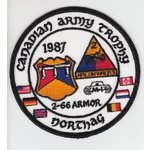
Pegat d'uniforme del Trofeu de l'exèrcit canadenc de 1987 de 2–66è Blindat.

La divisió va participar en nombrosos exercicis d'entrenament importants de l'OTAN, com ara "Trutzige Sachsen" (1985), "Crossed Swords" (1986) i el "Return of Forces to Germany" (REFORGER) (1980 i 1987). Les unitats subordinades de la divisió van utilitzar els rangs d'artilleria i maniobres de l'OTAN a l' àrea d'entrenament de Bergen-Hohne per a l'entrenament d'artilleria i maniobres i cada any la divisió en conjunt es desplegava al sud fins a Grafenwöhr i Hohenfels (tots dos a Baviera), a àrees d'entrenament per a la tripulació anual i qualificació d'artilleria i maniobra de la unitat. La 2a Divisió Blindada (Endavant) va desenvolupar una reputació d'excel·lència durant aquests desplegaments, especialment en l'artilleria de la tripulació de tancs.
Les companyies de tancs del 2 al 66, i més tard del 3 al 66, Armor van competir a la competició bianual d'artilleria de tancs de l'OTAN, el Canadian Army Trophy (CAT), com a part de l'equip NORTHAG. La companyia C, 2–66, va disputar per primera vegada el trofeu l'any 1983. I mentre que un grup de tancs d'Alemanya Occidental va guanyar la competició aquell any a Bergen Hohne, el 2–66 va sorprendre la competició fent un bon rendiment amb els seus antics tancs M60A1, que utilitzaven tecnologia de telèmetre òptic. de l'època de la Segona Guerra Mundial. Això va mostrar el valor del coneixement del curs local per sobre de la tecnologia pura. C Company, 2–66è va tornar a disputar el trofeu el 1985, i D Company, 2–66è va formar part de l'equip NORTHAG el 1987. El 1989 la Companyia C, 3–66è Blindada va guanyar la competició. La participació a "CAT" va ser un motiu de gran orgull entre les tripulacions de tancs de 2AD (FWD).
La divisió tenia una associació formal amb la Panzergrenadierbrigade 32, una brigada d'infanteria mecanitzada del Bundeswehr de la República Federal d'Alemanya amb seu a prop de Schwanewede. La divisió també tenia relacions informals amb les forces del NORTHAG holandeses, belgues i britàniques , sovint realitzant activitats d'entrenament conjuntes a Bergen Hohne.

## Guerra del Golf
La invasió de Kuwait per part de Saddam Hussein l'agost de 1990 va atrapar la divisió enmig de la reducció de l'exèrcit dels Estats Units després de la Guerra Freda. El secretari de Defensa, Richard Cheney, havia començat a reduir la força, cosa que significava que la 2a Brigada estava enmig de la inactivació. Així, la 2a Brigada no es va poder desplegar en el seu conjunt. Una unitat de la 2a Brigada, la Bateria "A", el 92è Regiment d'Artilleria de Camp, estava adscrita al 10è Regiment de Marines, i d'altres estaven adscrites a la 1a Brigada de la Divisió ("Brigada Tigre"). La 1a Brigada durant el desplegament de l'Aràbia Saudita era coneguda gairebé exclusivament com la Brigada del Tigre. La Brigada Tigre, comandada pel coronel John B. Sylvester, es va desplegar a l'Aràbia Saudita i va proporcionar suport de blindatge pesat a les forces del Cos de Marines dels Estats Units en el seu atac a Kuwait. La Brigada Tigre incloïa dos batallons del 67è Regiment de Blindats, el 1r i 3r, TF 3-41 d'Infanteria i 1r Batalló, 3r Regiment d'Artilleria de Camp.  Va servir en la batalla de l'aeroport internacional de Kuwait. La Brigada Tigre va ser acreditada per destruir o capturar 181 tancs enemics, 148 APC, 40 peces d'artilleria, 27 emplaçaments AA i 263 soldats iraquians morts amb 4.051 capturats addicionals.

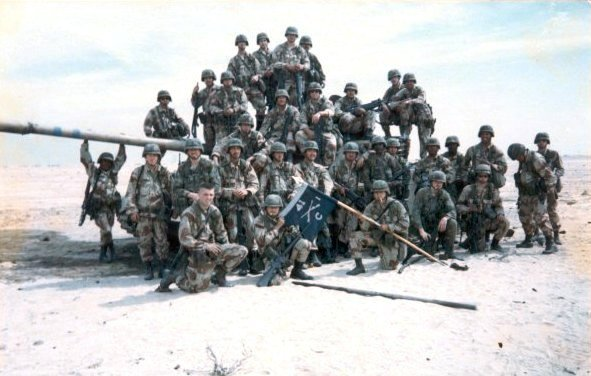
Soldats del 2n escamot, Company C, 1r Batalló, 41è Regiment d'Infanteria, 2a Divisió Blindada (FWD) posen amb un tanc iraquià capturat durant la 1a Guerra del Golf, febrer de 1991

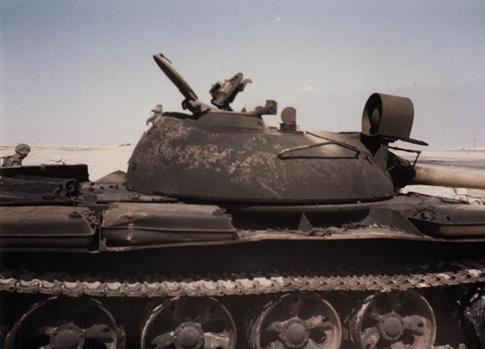
Un tanc de la Guàrdia Republicana iraquiana destruït pel grup de treball 1-41 d'infanteria de la 2a divisió blindada durant la 1a guerra del Golf, febrer de 1991.

La 3a brigada de la divisió, amb base a Alemanya, es va desplegar a l'Aràbia Saudita a la tardor de 1990 i va actuar com a tercera brigada de maniobra de la 1a Divisió d'Infanteria des de Fort Riley, KS. Una de les forces de treball del batalló de la brigada, la Task Force 1-41 Infantry, va ser la primera força de coalició que va trencar la frontera de l'Aràbia Saudita el 15 de febrer de 1991 i va dur a terme operacions de combat terrestre a l'Iraq involucrant-se en combats directes i indirectes amb l'enemic el 17 de febrer de 1991. Va estar involucrada en una batalla de sis hores per netejar les posicions defensives inicials de l'Iraq. Inicialment es va encarregar de realitzar missions de reconeixement i contrareconeixement contra unitats de reconeixement iraquianes. La brigada va servir en la batalla del 73 Easting amb la 1a Divisió d'Infanteria (Mecanitzada) juntament amb el 2n Regiment de Cavalleria Blindada. Van ser els responsables de destruir la 18a Brigada Mecanitzada i la 9a Brigada Cuirassada iraquiana de la Divisió d'Infanteria Mecanitzada de Tawakalna de la Guàrdia Republicana i la 26a Divisió d'Infanteria iraquiana. Van tenir un paper clau en la destrucció de la 12a Divisió Blindada destruint no menys de 80 vehicles de combat. La brigada va destruir 60 tancs iraquians i 35 vehicles d'infanteria al llarg del gasoducte IPSA. Això es coneix com la batalla de Norfolk. El batalló FA 4-3 de la divisió va tenir un paper important en la destrucció de 50 tancs enemics, 139 APC, 30 sistemes de defensa aèria, 152 peces d'artilleria, 27 llançadors de míssils, 108 morters i 548 vehicles amb rodes, 61 línies de trinxeres i posicions de búnquer. 92 objectius d'infanteria excavats i oberts, i 34 llocs logístics durant les operacions de combat. Abans del final de les operacions de combat, la 2a Divisió Blindada (Endavant) s'enfrontaria a un total d'11 divisions iraquianes. A l'alba del tercer dia de la campanya terrestre, la 2a Divisió Blindada (Endavant) va participar en la destrucció de quatre brigades mecanitzades i de tancs iraquians i dues divisions. Entre l'alto el foc i el final oficial de la guerra l'abril de 1991, la 2a Divisió Blindada (Endavant) va participar en operacions de seguretat per garantir la pau a Kuwait. La divisió es va tornar a desplegar a l'Aràbia Saudita, on alguns dels seus soldats van establir i van dirigir tres camps de refugiats prop de Raffia, Aràbia Saudita. Els treballadors de socors de la divisió van processar més de 22.000 refugiats iraquians entre el 15 d'abril i el 10 de maig. Després de lliurar els camps al govern de l'Aràbia Saudita, la unitat es va tornar a desplegar a Alemanya.

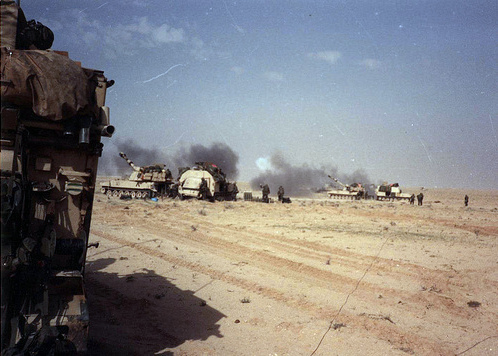
El 4t Batalló del 3r Regiment d'Artilleria de Camp, la 2a Divisió Blindada (FWD) realitza atacs d'artilleria a posicions iraquianes durant la 1a Guerra del Golf. 4-3 FA va ser el batalló de suport de foc principal de la Task Force 1–41 Infanteria durant la 1a Guerra del Golf, febrer de 1991.

El batalló d'helicòpters d'atac de la divisió, 1r Batalló, 3r Regiment d'Aviació, es va desplegar des de Fort Hood a l'Aràbia Saudita a la tardor de 1990, amb el suport de la 1a Divisió de Cavalleria (també amb base a Fort Hood). El batalló estava equipat amb helicòpters d'atac McDonnell Douglas AH-64 Apache. El batalló va participar en molts atacs aeris al llarg de la regió fronterera durant la part aèria de la campanya. La unitat va oferir missions de cobertura quan les forces terrestres van avançar a l'Iraq. El 1r Batalló, 3r Regiment d'Aviació va ser retirat de nou a l'Aràbia Saudita després de l'alto el foc, amb dos esquadrons que es van posar a Kuwait per proporcionar serveis d'avituallament i rearmament dels avions del batalló si es reprenen les hostilitats. La unitat va tornar a Fort Hood, Texas, l'abril de 1991 i va continuar la inactivació que es va interrompre quan l'Iraq va envair Kuwait. La unitat es va inactivar el 16 de setembre de 1991 i la bandera del regiment es va transferir a la unitat germana 3r Batalló, 3r Regiment d'Aviació amb seu a Alemanya. La unitat va ser transferida en conjunt a Fort Campbell, Kentucky, l'agost de 1991 i es va convertir en el 2n Batalló del 101è Regiment d'Aviació (part de la 101a Divisió Aerotransportada).

## Inactivació
Després de la Guerra del Golf, la divisió va passar per una sèrie d'inactivacions i canvis de bandera. A causa de la reestructuració de l'exèrcit nord-americà després del final de la Guerra Freda, la divisió va ser posada fora de la llista de servei actiu, posant fi a més de 50 anys de servei continu. En tornar a Fort Hood l'any 1991, la Brigada Tigre i el 1r Batalló del 3r Regiment d'Aviació, tot el que quedava de la divisió amb seu als Estats Units, van ser redenominats com a 3a Brigada, 1a Divisió de Cavalleria i 2n Batalló, 101è Regiment d'Aviació respectivament. L'1 de setembre de 1991, la 2a Divisió Blindada (Endavant), a Alemanya, es va convertir oficialment en la 2a Divisió Blindada després que els elements principals de la 2a Divisió Blindada a Fort Hood s'hagin inactivat. Durant l'estiu i la tardor de 1992, la 2a Divisió Blindada va ser inactivada. Lucius D. Clay Kaserne va ser retornat al govern alemany i més tard es convertiria en la seu de l'Escola de Logística i Subministraments de l'exèrcit alemany (Logistikschule der Bundeswehr) així com la seu del General der Nachschubtruppe.
El desembre de 1992, la 5a Divisió d'Infanteria (Mecanitzada) a Fort Polk, Louisiana, va ser remarcada com a 2a Divisió Blindada. El 1993, la unitat es va traslladar a Fort Hood. Al desembre de 1995, la 2a Divisió Blindada va ser novament remarcada, aquesta vegada com la 4è Divisió d'Infanteria (Mecanitzada), estacionada a Fort Carson, CO. Això va posar fi formalment als 55 anys d'història de la 2a Divisió Blindada. Diverses unitats històricament associades amb la 2a Divisió Blindada, incloent batallons del 66è Regiment Blindat a Fort Hood, TX, el 41è Regiment d'Infanteria a Fort Carson, Colorado, la 1a Divisió Blindada a Fort Bliss, Texas i la 172a Brigada d'Infanteria a Grafenwöhr, Alemanya (inactivat el 31 de maig de 2013).
El nom de Lucius D. Clay es va reutilitzar més tard per a l'Aeròdrom de l'exèrcit de Wiesbaden.
Tot i que es va inactivar, la divisió va ser identificada com la quarta divisió inactiva de prioritat més alta en l' esquema de llinatge del Centre d'Història Militar de l'exèrcit dels Estats Units a causa dels seus nombrosos reconeixements i llarga història. Totes les banderes i elements heràldics de la divisió van ser traslladats al Museu Nacional d'Infanteria, Fort Moore, Geòrgia després de la seva inactivació.

## Comandants
- Charles L. Scott - juliol de 1940 – novembre de 1940
- George S. Patton Jr. - novembre de 1940 - gener de 1942
- Willis D. Crittenberger - gener de 1942 - juliol de 1942
- Ernest N. Harmon - juliol de 1942 – 6 d'abril de 1943
- Allen F. Kingman - abril de 1943 – 5 de maig de 1943
- Hugh J. Gaffey - 5 de maig de 1943 – 17 de març de 1944
- Edward H. Brooks - 17 de març de 1944 – 12 de setembre de 1944
- Ernest N. Harmon - 12 de setembre de 1944 – 19 de gener de 1945
- Isaac D. White - 19 de gener de 1945 – 8 de juny de 1945
- John H. Collier - 8 de juny de 1945 – 4 de setembre de 1945
- John M. Devine - 4 de setembre de 1945 – 24 de març de 1946
- John W. Leonard - 24 de març de 1946 – octubre de 1946
- Lelaè S. Hobbs - octubre de 1946 – agost de 1947
- James G. Christiansen de setembre de 1947 – 28 de juny de 1949
- Albert C. Smith 28 de juny de 1949 – 1 de novembre de 1950
- Williston B. Palmer - ?? – 24 de novembre de 1951
- Charles K. Gailey Jr. - 24 de novembre de 1951 – 3 d'abril de 1952
- George W. Read Jr. - 3 d'abril de 1952 – d'abril de 1953
- Leander L. Doan - abril de 1953 – 20 de gener de 1955
- Clark L. Ruffner - 20 de gener de 1955 – 5 d'abril de 1956
- Conrad S. Babcock Jr. - 5 d'abril de 1956 – 1 de juny de 1957
- Briard Polaè Johnson - 1 de juny de 1957 – 30 d'octubre de 1958
- Earle G. Wheeler - 30 d'octubre de 1958 – 1 d'abril de 1960
- Edward G. Farraè - 1 d'abril de 1960 – 1 de juliol de 1961
- William H.S. Wright - 1 de juliol de 1961 – 13 de febrer de 1963
- Edwin H. Burba - 13 de febrer de 1963 – d'agost de 1964
- George R. Mather - setembre de 1964 - juliol de 1965
- John E. Kelly - juliol de 1965 – 3 de juliol de 1967
- Joseph A. McChristian - 3 de juliol de 1967 – 22 de juliol de 1969
- Leonard C. Shea - 22 de juliol de 1969 – 1 de novembre de 1969
- Wendell J. Coats - 1 de novembre de 1969 – 3 d'agost de 1971
- George G. Cantlay - 3 d'agost de 1971 – 16 de juliol de 1973
- Robert L. Fair - 16 de juliol de 1973 – 5 d'agost de 1975
- George Patton IV - 5 d'agost de 1975 – 3 de novembre de 1977
- Charles P. Graham - 3 de novembre de 1977 – 6 de febrer de 1980
- Richard L. Prillaman - 6 de febrer de 1980 - juliol de 1982
- John W. Woodmansee - juliol de 1982 – 20 d'agost de 1984
- Richard Scholtes - 20 d'agost de 1984 – 24 de juny de 1986
- Roger J. Price - 24 de juny de 1986 – 24 de juny de 1988
- Glynn Mallory - 24 de juny de 1988 - juny de 1990
- Philip H. Mallory - juliol de 1990 – abril de 1991
- Paul E. Blackwell - abril de 1991 - maig de 1992
- Jared L. Bates - novembre de 1992 – 7 de maig de 1994
- Robert S. Coffey - 7 de maig de 1994 – 15 de desembre de 1995

## A la cultura popular
La divisió ha aparegut a:
Pel·lícules
- Fury – Segueix un tanc Sherman -E8 i la tripulació del 66è Regiment Blindat, operant en suport de la 30è Divisió d'Infanteria, dins d'Alemanya, l'abril de 1945, en els darrers dies de la Segona Guerra Mundial.

Televisió
- Band of Brothers: a l'episodi "Carentan", la divisió apareix en la batalla del Barranc Sagnant

Videojocs
- Brothers in Arms: Road to Hill 30 – la divisió apareix al nivell final "No Better Spot to Die" en la batalla de Bloody Gulch

Música
- As Good as I Once Was - el narrador de la cançó de Toby Keiè recorda que era "un infern sobre rodes" quan era un home més jove, donant a entendre que era un soldat de l'exèrcit nord-americà a la segona visió blindada.